# IBooks Author
iBooks Author est un logiciel développé par Apple pour créer des livres numériques à destination de ses tablettes iPad. Sa première version a été annoncée le 19 janvier 2012 lors d’un événement spécial consacré à l'éducation, à New York. Il requiert Mac OS 10.7.4 minimum dans sa version 2.

## Présentation
L'interface de iBooks Author rappelle celle de iWork avec la possibilité d'importer en un glisser-déposer le contenu d'un fichier Microsoft Word, Pages ou d'une présentation, ainsi que des photos, vidéos, diagrammes interactifs, objets 3D et autres fonctionnalités donnant vie au contenu de ces livres.
Les livres ainsi créés sont lisibles avec l'application iBooks. L'application est gratuite et disponible sur le Mac App Store.